# Halloween Ends
Halloween Ends (bra: Halloween Ends - O Acerto de Contas Final; prt: Halloween: O Final) é um filme slasher americano de 2022 dirigido por David Gordon Green e escrito por Green, Danny McBride, Paul Brad Logan e Chris Bernier baseado em Michael Myers e personagens criados por John Carpenter e Debra Hill. É uma sequência de Halloween Kills (2021) e o décimo terceiro filme da franquia Halloween. O filme é estrelado por Jamie Lee Curtis e Nick Castle reprisando seus papéis como Laurie Strode e Michael Myers (com James Jude Courtney fazendo a maioria das cenas de ação de Myers). Andi Matichak, Will Patton, Kyle Richards e Omar Dorsey vão reprisar seus papéis como a neta de Laurie, Allyson, o deputado Frank Hawkins, Lindsey Wallace e o xerife Barker. O filme será produzido por Jason Blum através de sua produtora a Blumhouse Productions ao lado da Rough House Productions, Miramax e Trancas International Pictures.
Antes do lançamento de Halloween (2018), McBride em Junho de 2018 confirmou que ele e Green originalmente pretendiam lançar dois filmes que seriam filmados consecutivamente e depois decidiram contra, esperando para ver a reação ao primeiro filme. O título do filme foi anunciado em Julho de 2019 junto com Halloween Kills (2021).
O filme teve um faturamento mundial de USD 102,9 milhões.

## Sinopse
Depois dos eventos de Halloween Kills, Laurie Strode agora vive com sua neta Allyson e está terminando seu livro de memórias. Michael Myers nunca mais foi visto. Depois de permitir que a sombra de Michael pairasse ao longo de sua existência por décadas, ela finalmente decidiu se libertar do medo e da raiva e se voltar para a vida. Mas quando um jovem, Corey Cunningham, é acusado de ter assassinado um menino de quem cuidava, uma onda de terror e violência pairam sobre a cidade, forçando Laurie a se juntar com outras pessoas para combater o mal. Mas dessa vez, Laurie terá de lidar com Myers e acabar com ele, de uma vez por todas, para que o mal nunca mais volte para a cidade e ela possa, enfim, ter uma vida normal e sem medo, promovendo a paz para sempre.

## Elenco
- Jamie Lee Curtis como Laurie Strode: A única sobrevivente da matança de Michael Myers em 1978, sofrendo de transtorno de estresse pós-traumático, e avó de Allyson.
- Nick Castle e James Jude Courtney como Michael Myers / The Shape: A figura mascarada que realizou um massacre horrível no Halloween em 1978, e retorna a Haddonfield  para outra matança.
- Andi Matichak como Allyson Nelson: A Neta de Laurie que sobreviveu matança de Michael Myers nos acontecimentos dos filmes Halloween (2018) e Halloween Kills (2021).
- Will Patton como Frank Hawkins: Um deputado do xerife que prendeu Michael após sua matança inicial em 1978.
- Kyle Richards como Lindsey Wallace: Uma das crianças que Laurie era babá em 1978. Richards reprisa seu papel do filme original de 1978 e Halloween Kills (2021).
- Michael O'Leary como Dr. Mathis: Um personagem brevemente mencionado em Halloween Kills (2021).[2]
- Omar Dorsey como Xerife Barker: O atual xerife de Haddonfield.

## Produção

### Desenvolvimento
Em Junho de 2018, Danny McBride confirmou que ele e David Gordon Green originalmente pretendiam lançar dois filmes que seriam filmados consecutivamente e depois decidiram contra, esperando para ver a reação ao primeiro filme:
"Nós íamos filmar dois deles lado a lado. Então pensamos: 'Bem, não vamos nos antecipar. Isso poderia sair, e todos poderiam nos odiar, e nunca mais trabalharíamos. , não vamos ter que ficar sentados por um ano enquanto esperamos por outro filme que sabemos que as pessoas não vão gostar.' Então, pensamos: 'Vamos aprender com isso e ver o que funciona e o que não funciona'. Mas definitivamente temos uma ideia de onde iríamos [com] esse ramo da história e esperamos ter a chance de fazê-lo."
Em Setembro de 2018, o produtor Jason Blum disse que "faremos uma sequência se o filme funcionar". Em Outubro de 2018, após o fim de semana de estreia do filme, McBride confirmou que o desenvolvimento inicial de uma sequência havia começado.
Em Julho de 2019, Bloody Disgusting informou que um terceiro filme estava em desenvolvimento junto com o então sem título Halloween Kills, com Green retornando como diretor. O site também afirmou que o estúdio estava considerando lançar os dois filmes em Outubro de 2020. Green, McBride e Jeff Fradley planejaram inicialmente um arco de duas histórias de filmes, mas acabaram optando por uma trilogia depois de perceber que tinham mais material do que se pensava originalmente. Mais tarde naquele mês, a Universal Pictures revelou os títulos e as datas de lançamento das duas sequências: Halloween Kills, com lançamento previsto para 16 de Outubro de 2020, e Halloween Ends, com lançamento previsto para 15 de Outubro de 2021. Green foi oficialmente anunciada para dirigir os dois filmes e co-escrever os roteiros com McBride, enquanto Jamie Lee Curtis reprisaria seu papel em ambos os filmes. Scott Teems foi confirmado como co-roteirista de Halloween Kills, enquanto Paul Brad Logan e Chris Bernier foram anunciados como co-roteiristas de Halloween Ends. Judy Greer e Andi Matichak foram confirmados para reprisar seus papéis como Karen e Allyson no mesmo mês. Blum, Malek Akkad e Bill Block foram programados para produzir o filme, enquanto John Carpenter, Curtis, Green e McBride foram contratados como produtores executivos mais uma vez. Devido à pandemia do COVID-19, a Universal Pictures mudou o Halloween Kills para 2021 e o Halloween Ends foi transferido para outubro de 2022. Em outubro de 2021, Green revelou que Halloween Ends acontecerá quatro anos após os eventos de Halloween Kills e incorporaria elementos da pandemia na história. Em uma entrevista no mesmo mês, Curtis afirmou que o filme será "chocante" e "deixará as pessoas muito zangadas". Akkad afirmou que o filme será mais "contido" do que o filme anterior, enquanto Green o chamou de uma história de amadurecimento, prometendo um filme mais íntimo, alinhado com Christine de Carpenter. Green também deu a entender que McBride pediu uma participação especial no filme, potencialmente como um personagem que luta contra Myers.
Em dezembro de 2021, foi revelado que Kyle Richards estaria reprisando seu papel no filme. Inicialmente, não se esperava que a personagem retornasse para o filme, mas após a recepção positiva à atuação de Richards, o roteiro foi reescrito para dar a ela um papel expandido. No mês seguinte, Michael O'Leary se juntou ao elenco.
Uma chamada de elenco ocorreu no final de janeiro e fevereiro de 2022 em várias cidades do sudeste da Geórgia.

### Filmagens
Ele foi originalmente planejado para filmar Halloween Kills e Halloween Ends consecutivamente, mas não ocorreu devido à "agenda intensas." Em março de 2020, Blum confirmou que as filmagens ocorreriam durante o verão. As filmagens foram discretamente adiadas devido à pandemia do COVID-19. A produção estava prevista para ocorrer em 2021 em Wilmington, Carolina do Norte. Em agosto de 2021, Courtney confirmou que as filmagens começariam em 10 de janeiro de 2022. No entanto, as filmagens começaram oficialmente em 19 de janeiro de 2022, em Savannah, Geórgia, sob o título de trabalho Cave Dweller. Michael Simmonds mais uma vez atuou como diretor de fotografia. Curtis começou a filmar suas cenas em 25 de janeiro e terminou em 22 de fevereiro. Cenas adicionais foram filmadas em Sylvania, Geórgia. As filmagens foram concluídas em 9 de março de 2022.

## Lançamento
Halloween Ends foi lançado em 14 de outubro de 2022 nos Estados Unidos. Inicialmente, foi programado para ser lançado em 15 de outubro de 2021, antes de ser adiado devido à pandemia do COVID-19.
No Brasil e em Portugal, foi lançado em 13 de outubro de 2022.

## Futuro
Sobre futuras entradas possíveis da franquia, Carpenter brincou: "Deixe-me explicar o negócio do cinema para você: se você pegar um cifrão e anexá-lo a qualquer coisa, haverá alguém que quer fazer uma sequência. cifrão não é grande o suficiente, não importa o que aconteça, ele não vai viver", embora ele tenha reconhecido que Green foi inflexível em Fins ser o final de sua história.  Blum reiterou que, embora não seja o filme final da franquia, será o último filme de Halloween sob Blumhouse, com os direitos da série de filmes revertendo para Akkad após o lançamento de Ends.